# Reading Between the Lines

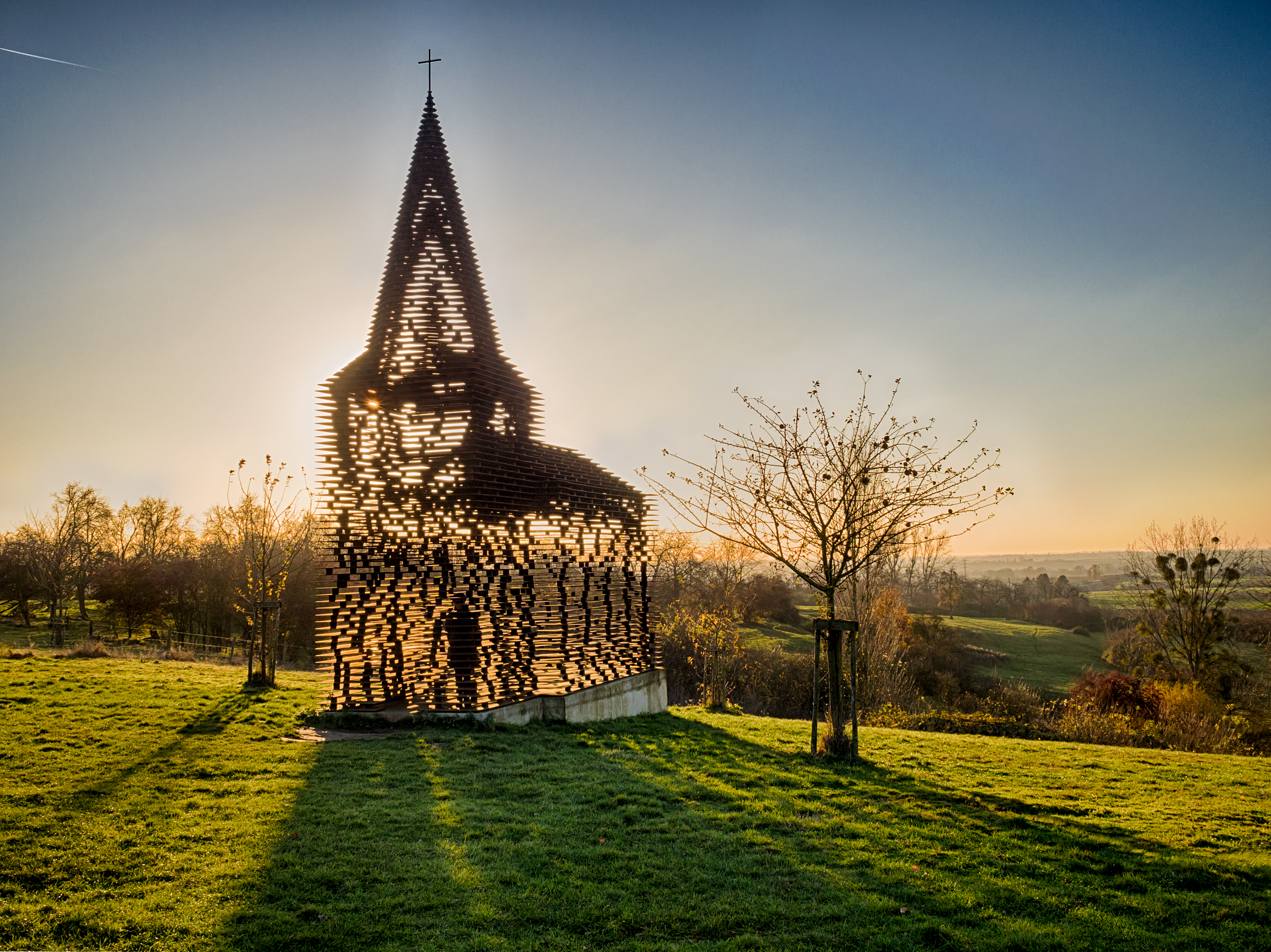
Kunstinstallation Reading between the Lines

Reading Between the Lines (deutsch: Lesen zwischen den Zeilen; auch: Doorkijkkerk, auf Deutsch: Durchguckkirche) ist eine Kunstinstallation bei Borgloon in der belgischen Provinz Limburg. Die teilweise transparente Installation in Form einer ortstypischen Kirche soll zu Diskussionen über die Rolle der Kirche anregen.

## Geschichte
Die Kunstinstallation Reading Between the Lines ist ein Werk der belgischen Architekten Pieterjan Gijs und Arnout Van Vaerenbergh. Sie entstand im Rahmen einer vom Kunstmuseum Z33 Kunstencentrum veranstalteten Ausstellung im öffentlichen Raum an verschiedenen Orten in der Umgebung der Städte Borgloon und Heers. Die zum Bau verwendeten Stahlplatten wurden von einem lokalen Betrieb innerhalb von sieben Monaten nach Plänen der Architekten in Form geschnitten und anschließend innerhalb von vier Wochen zur Installation zusammengesetzt. Die Fertigstellung erfolgte am 24. September 2011.

## Beschreibung
Die Bauform der Kunstinstallation wählten die Architekten in Anlehnung an eine örtliche Kirche, die anhand von Laser-Scans erfasst wurde. Die Installation besteht aus einem länglichen, rechteckigen Baukörper, über dessen Eingang sich an der östlichen Stirnseite ein Turm mit Knickhelmdach befindet. Sie wurde aus 100 horizontalen Stahlplatten errichtet, die durch 2000 kleine Stahlsäulen voneinander getrennt werden, wodurch sich eine transparente Struktur ergibt. Das Verhältnis von 1 Zentimeter Stahlplatte zu 9 Zentimeter Aussparung ermöglicht, dass die Form einer Kirche erreicht und gleichzeitig der Blick auf die Landschaft freigegeben wird. Insgesamt wurden 30 Tonnen Cortenstahl zum Bau der Installation verwendet, die auf einem Betonfundament steht und eine Höhe von 10 Metern erreicht.
Wird die Installation von einer erniedrigten oder erhöhten Position betrachtet, wirkt sie durch ihre Bauweise aus vielen horizontalen Platten wie ein massives Bauwerk. Bei direktem Betrachten auf gleicher Höhe erscheint die Installation hingegen weitestgehend durchsichtig und gibt den Blick auf die dahinterliegende Landschaft frei.

## Interpretation
Die Installation soll laut den Architekten keinen Standpunkt zu religiösen Themen ausdrücken, sondern Raum für Interpretation ermöglichen. Ronan J. O’Shea schreibt in The Guardian, die Kunstinstallation rege die Betrachtenden dazu an, über die Rolle der Kirche in der modernen Welt nachzudenken.
Die Installation lasse dabei unter anderem die Interpretation der Kirche als Ort der Kunst, durch die teilweise fast vollkommen durchsichtig erscheinende Struktur die Interpretation als überflüssigen Raum und aufgrund der Form einer typischen örtlichen Kirche die Interpretation als Ort der Anbetung zu. Wanda Lau hebt hingegen im Architect Magazine hervor, die Installation mache darauf aufmerksam, dass die Kirche einerseits der Dreh- und Angelpunkt im Leben eines Menschen oder andererseits einfach nur eine physische Struktur sein könne, die sich in die Umgebung einfüge.

## Galerie

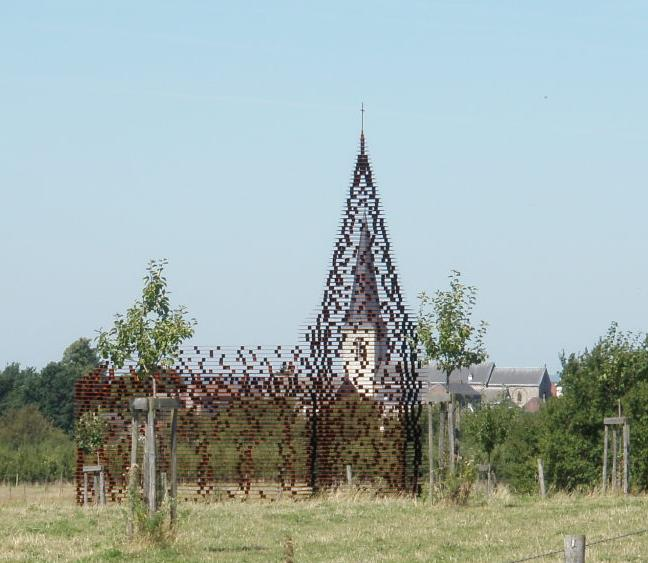
Blick auf örtliche Kirche durch die Installation hindurch
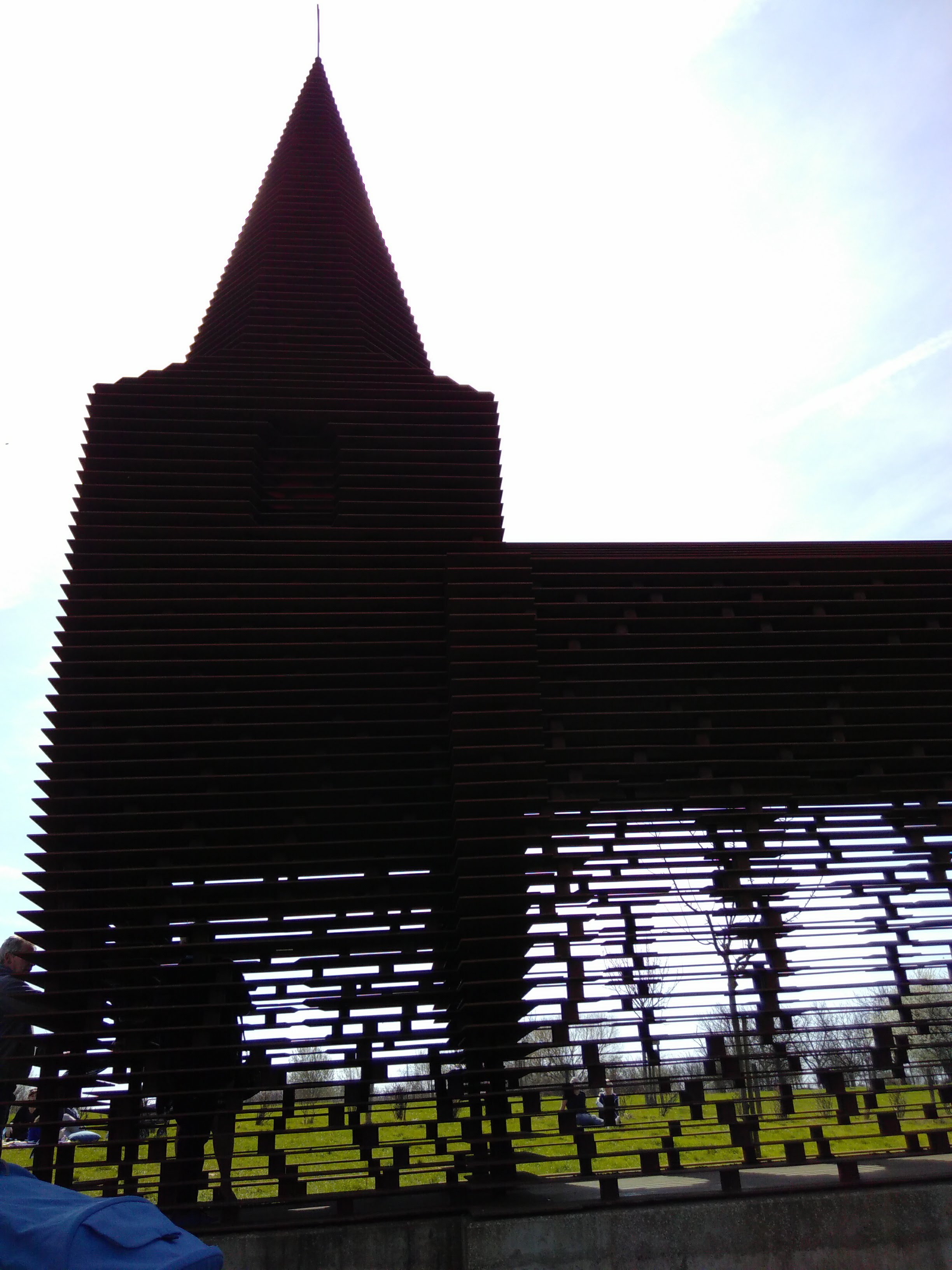
Massive und transparente Wirkung des Stahlkonstrukts
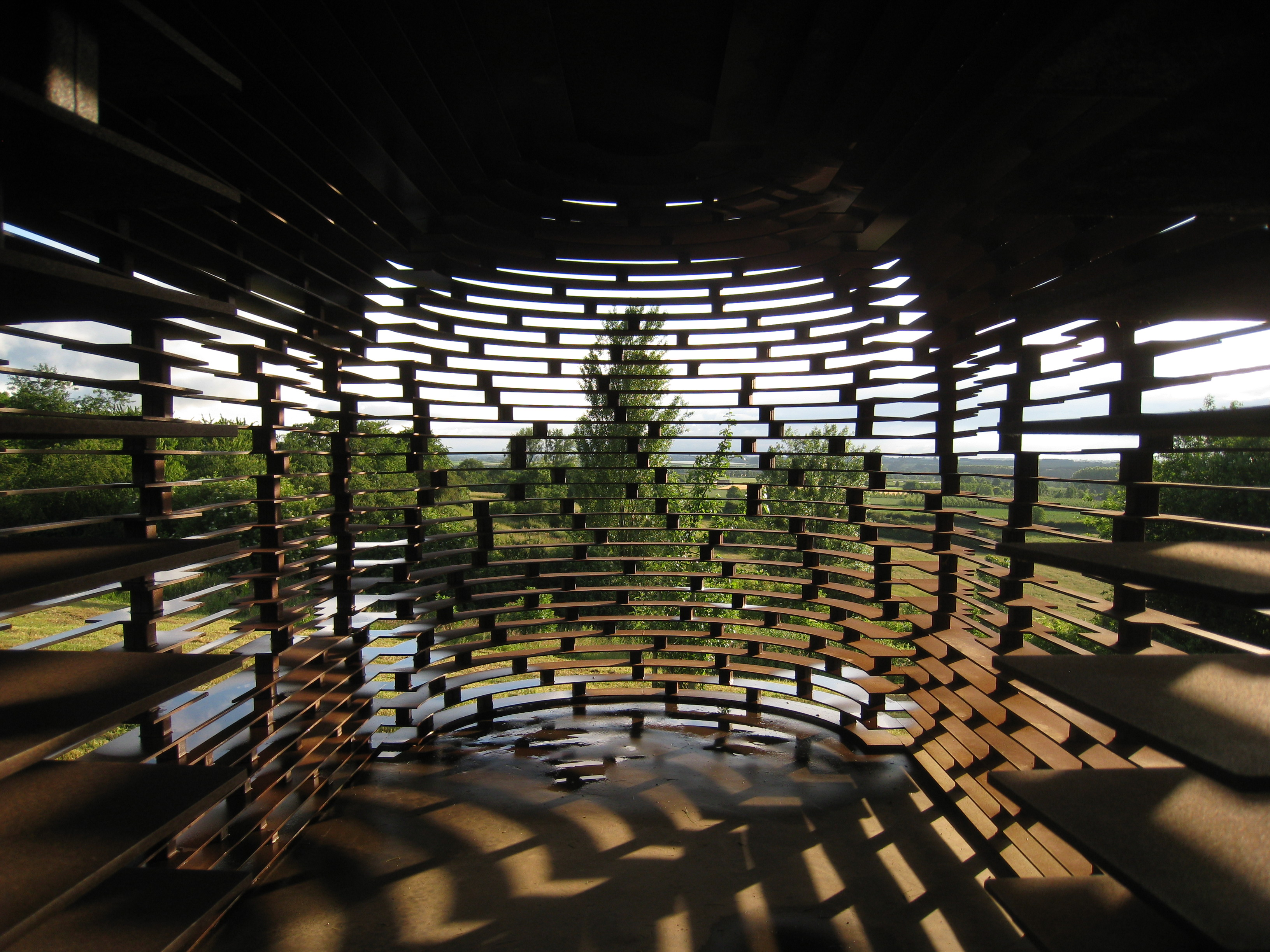
Blick in das Innere
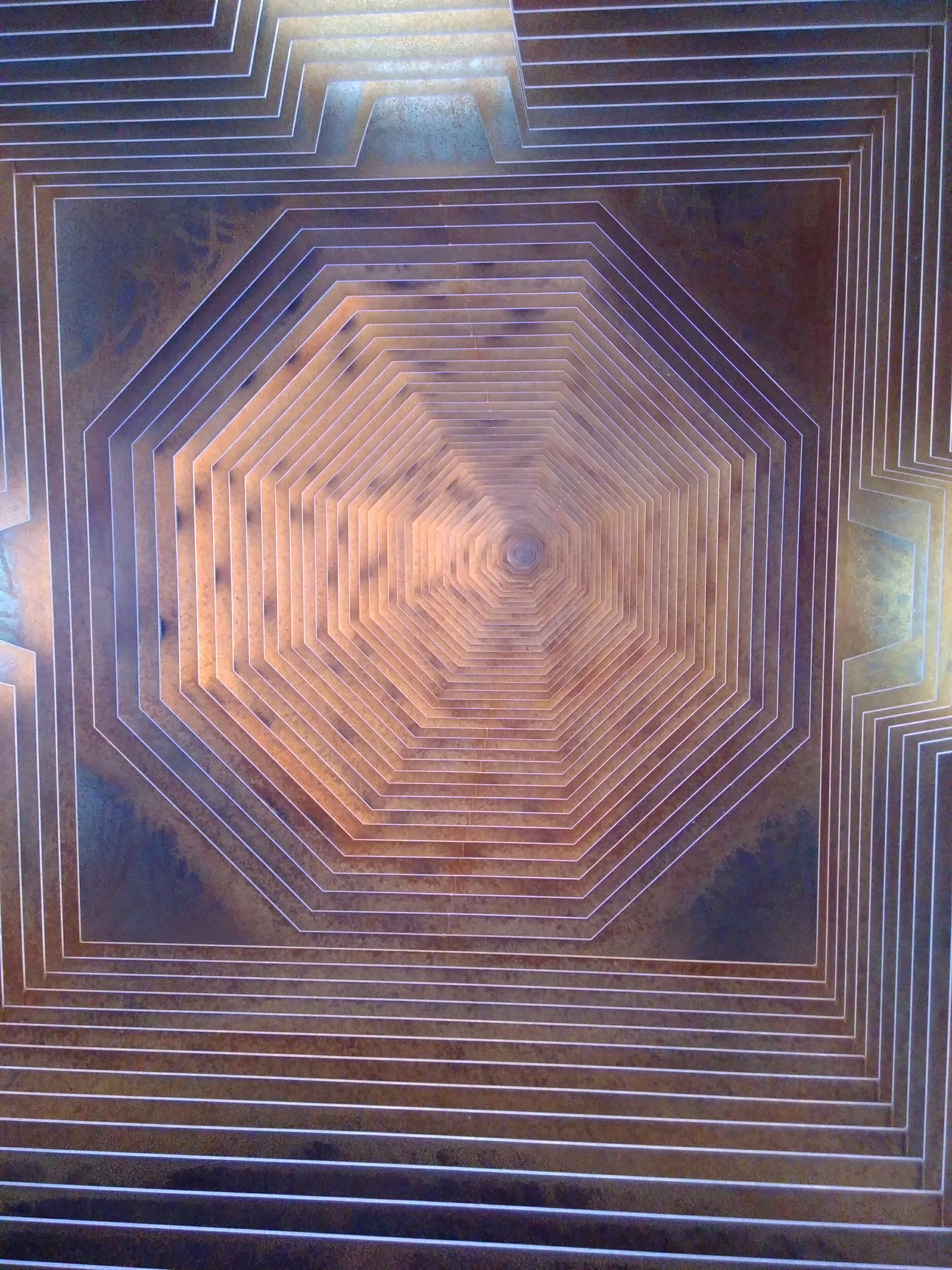
Blick in den Turm